# تیم ملی بسکتبال جمهوری کنگو
تیم ملی بسکتبال جمهوری کنگو، نماینده جمهوری کنگو در مسابقات بین‌المللی بسکتبال است. آنها در مسابقات قهرمانی آفریقا حضور داشته اند، اما هنوز نتوانسته اند در جام جهانی حضور داشته باشند.
سرژ ایباکا مشهورترین بازیکن این کشور است. با این حال، از آنجایی که چندین سال در آنجا زندگی کرده بود، تصمیم گرفت تابعیتاسپانیا را داشته باشد.